# Kesko
Kesko Oyj (NASDAQ OMX: KESBV)) er et finsk detailhandelskonglomerat. Det er engageret i fødevarehandel, specialgodshandel, byggematerialer, byggemarked, bilhandel og maskinhandel. Det har datterselskaber i Danmark, Sverige, Norge, Estland, Letland, Litauen, Rusland og Hviderusland. Omsætningen var i 2013 på 9,315 mia. Euro, og der var 19.489 ansatte.

## Historie
Kesko blev etableret, da fire regionale engroshandelsvirksomheder, som var etableret af detailhandelsvirksomheder, fusionerede i oktober 1940.
Den nye Kesko virksomhed begyndte sine operationer i begyndelsen af 1941. Behovet for at købe varer til detailhandels-ejerne og til at støtte deres forretninger og deres samarbejde førte til etableringen af K-detailhandelskoncernen.
Ved udgangen af 1940'erne udgjorde Keskos salg omkring 15 mia. gamle finske mark (eller tilsvarende 580 mio. Euro i 2010), hvilket udgjorde omkring 12 % af det overordnede salg for de centrale virksomheder i den finske handelssektor.

## Divisioner

### Fødevarehandel
Kesko Food er en kerneoperatør indenfor finsk dagligvarehandel. Kesko Food's primære funktioner inkluderer en central indkøbsfunktion af varer, ledelse, logistik og udvikling af kædekoncepter til forretningsnetværket.
Kesko Food styrer K-food butikskæderne, som er K-market, K-supermarket, K-citymarket og K-extra. Der var 937 K-food butikker i Finland i 2012. K-food butiksnetværket er omfattende i Finland, og omkring 50 % af finnerne lever mindre end en km fra en K-food butik.
Tidligere kaldte Kesko de fire butiksstørrelser i deres koncept for K (lille), KK (mellemstor), KKK (stor) og KKKK (supermarked), men denne navngivning er blevet ændret.
Kesko Food's private brands inkluderer Pirkka og Euro Shopper.
De primære konkurrenter er Prisma, S-market og Alepa/Sale fra S-gruppen, Valintatalo, Siwa og Euromarket fra Suomen Lähikauppa Oy, M butikskæderne, og Lidl.
Kesko Food’s datterselskab Kespro er den ledende engroshandel indenfor finsk HoReCa forretninger.

### Varer til hjemmet og specialvarer
Hjemme og specialvaremarkedet består af K-citymarket's hjemme og specialitetsvarer, Intersport Finland, Indoor's Asko og Sotka, Musta Pörssi og Kenkäkesko.
Keskos hjemme og specialvarer handelsoperationer omfatter beklædning, hjem, sport, fritid, forbrugerelektronik, underholdning og møbelproduktlinjer.
De mest kendte butikskæder er:
- Intersport, den dominerende aktør i Finland på markedet for sportsudstyr.
- Musta Pörssi, som sælger elektronik og husholdningsapparater.
- Kookenkä og Andiamo, som er skobutikker.

### Byggeri og hjemmerenovering
Rautakesko er en international serviceudbyder indenfor byggeri, renovering og byggemarkeder i Finland, Sverige, Norge, Estland, Letland, Litauen, Rusland og Hviderusland.
Rautakesko styrer og udvikler K-rauta, Rautia, K-maatalous, Byggmakker, Senukai og OMA detailhandelskæderne og B2B-salget indenfor sit operationelle område.
Rautakesko's primære funktioner inkluderer centraliseret udvikling af vareudbuddet, centraliseret indkøb og logistik og udvikling af butikskædekoncepterne og butiksnetværket.
Alle butikker i Finland ejes af detailhandelsiværksættere. Der er omkring 100 detailhandelsejede butikker i Norge.
Rautakesko's internationale forretningsmodel kombinerer kategorstyring, indkøb, logistik, informationssystemer og netværksforbedringer af virksomhedens kæder som opererer i forskellige lande.

### Bil- og maskinhandel
Bil- og maskinhandelforretningen består af VV-Auto og Konekesko med deres datterselskaber.
- VV-Auto importerer og markedsfører Volkswagen, Audi og SEAT personbiler, og Volkswagens erhvervskøretøjer i Finland og mporterer og markedsfører også Seat personbiler i Estland og Letland. VV-Auto er også engageret bildetailhandel og tilbyder eftersalgskunderservice fra sit eget salgssted i Helsinki og Turku.
- Konekesko er en servicevirksomhed som er specialiseret i import, markedsføring og eftersalgsservice af rekreationelt maskineri, byggeri og materialehåndteringsudstyr, jordbrugsmaskiner, busser og lastbiler. Konekesko opererer i Finland, Estland, Letland, Litauen og Rusland. Konekesko arrangerer produktionen af og sælger Yamarin både i Finland og eksporterer dem til flere europæiske lande og Rusland.

VV-Auto og Konekesko udgør de ledende brands indenfor deres markedsområder, og de er ansvarlige for salg og eftersalgservices af disse mærker enten gennem deres egen forretning eller eller et franchise-baseret forretningsnetværk.

## Markedsandele og konkurrenter
I 2014 var Kesko's markedsandel indenfor dagligvarehandel i Finland på 33,1 % (Nielsen).
Keskos konkurrenter indefor dagligvarehandel er Prisma, S-market og Alepa/Sale fra S Group (45,7 %), Lidl (7,6 %) Valintatalo, Siwa og Euromarket fra Suomen Lähikauppa Oy (6,8 %) og M butikskæderne (Nielsen).

## Ekstern henvisning
- Officiel hjemmeside